# Zangai
"Zangai" (残骸) (lit. Ruínas) é o vigésimo primeiro single da banda de rock japonesa Buck-Tick, lançado em 8 de janeiro de 2003 pela gravadora BMG Funhouse. A faixa título foi música tema do programa de televisão Beat Takeshi TV Tackle.

## Recepção
Alcançou a quinta posição na Oricon Singles Chart, permanecendo na parada por sete semanas, e vendeu cerca de 30,000 cópias. Na Billboard, alcançou a terceira posição.

## Faixas
Todas as músicas compostas por Imai.
| N.º            | Título          | Letras         | Duração |  |
| 1.             | "Zangai" (残骸) | Sakurai        | 3:52    |  |
| 2.             | "Girl"          | Imai           | 4:24    |  |
| Duração total: | Duração total:  | Duração total: | 8:16    |  |

## Créditos
Buck-Tick
- Atsushi Sakurai - vocais
- Hisashi Imai - guitarra principal
- Hidehiko Hoshino - guitarra rítmica
- Yutaka Higuchi - baixo
- Toll Yagami - bateria
- produzido por Buck-Tick

### Músicos adicionais
- Kazutoshi Yokoyama - teclado

### Produção
- Hiromi Yoshizawa - produtor executivo
- Ken Sakaguchi - direção de arte
- Kotaro Kojima - masterização